# Chelidonichthys
Genre
Chelidonichthys est un genre de poissons téléostéens de la famille des Triglidae. Ces poissons sont généralement appelés « grondins ». 

## Liste d'espèces
Selon FishBase (16 février 2021) et World Register of Marine Species (16 février 2021) :

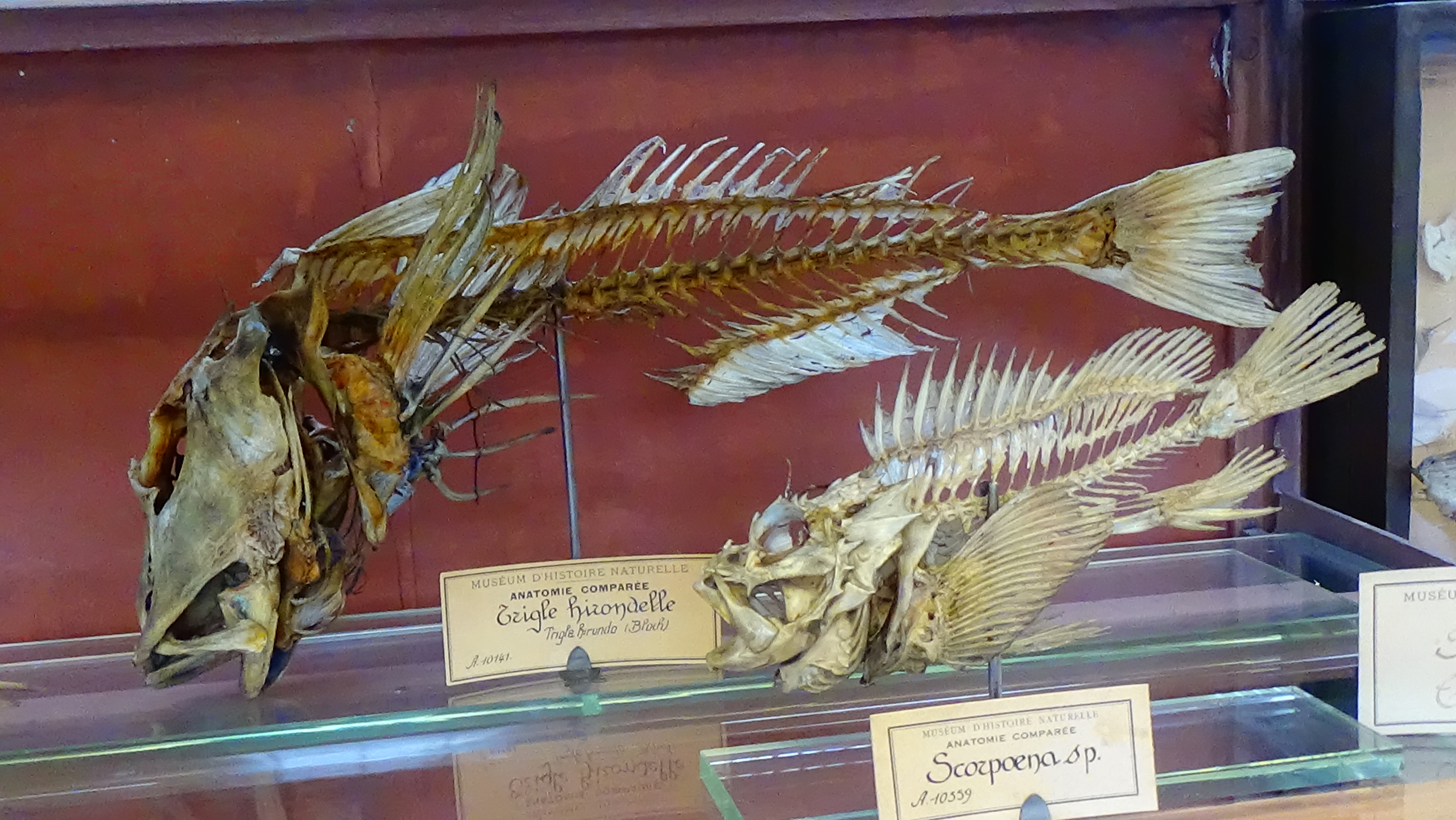
Chelidonichthys lucerna - squelettes MNHN Paris.

- Chelidonichthys capensis (Cuvier, 1829)
- Chelidonichthys cuculus (Linnaeus, 1758)
- Chelidonichthys gabonensis (Poll & Roux, 1955)
- Chelidonichthys ischyrus Jordan & Thompson, 1914
- Chelidonichthys kumu (Cuvier, 1829)
- Chelidonichthys lastoviza (Bonnaterre, 1788)
- Chelidonichthys lucerna (Linnaeus, 1758)
- Chelidonichthys obscurus (Walbaum, 1792)
- Chelidonichthys queketti (Regan, 1904)
- Chelidonichthys spinosus (McClelland, 1844)

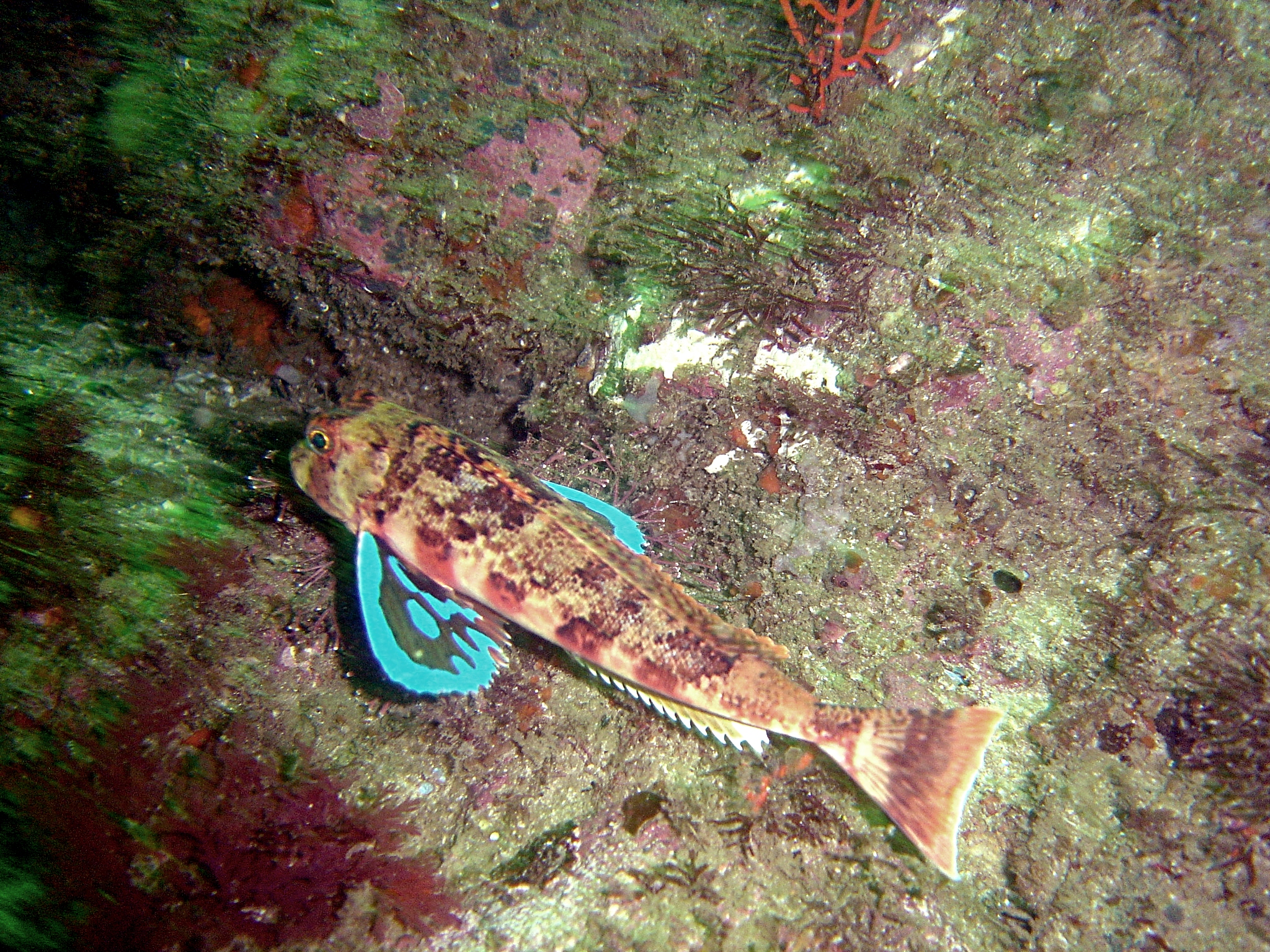
Chelidonichthys capensis.
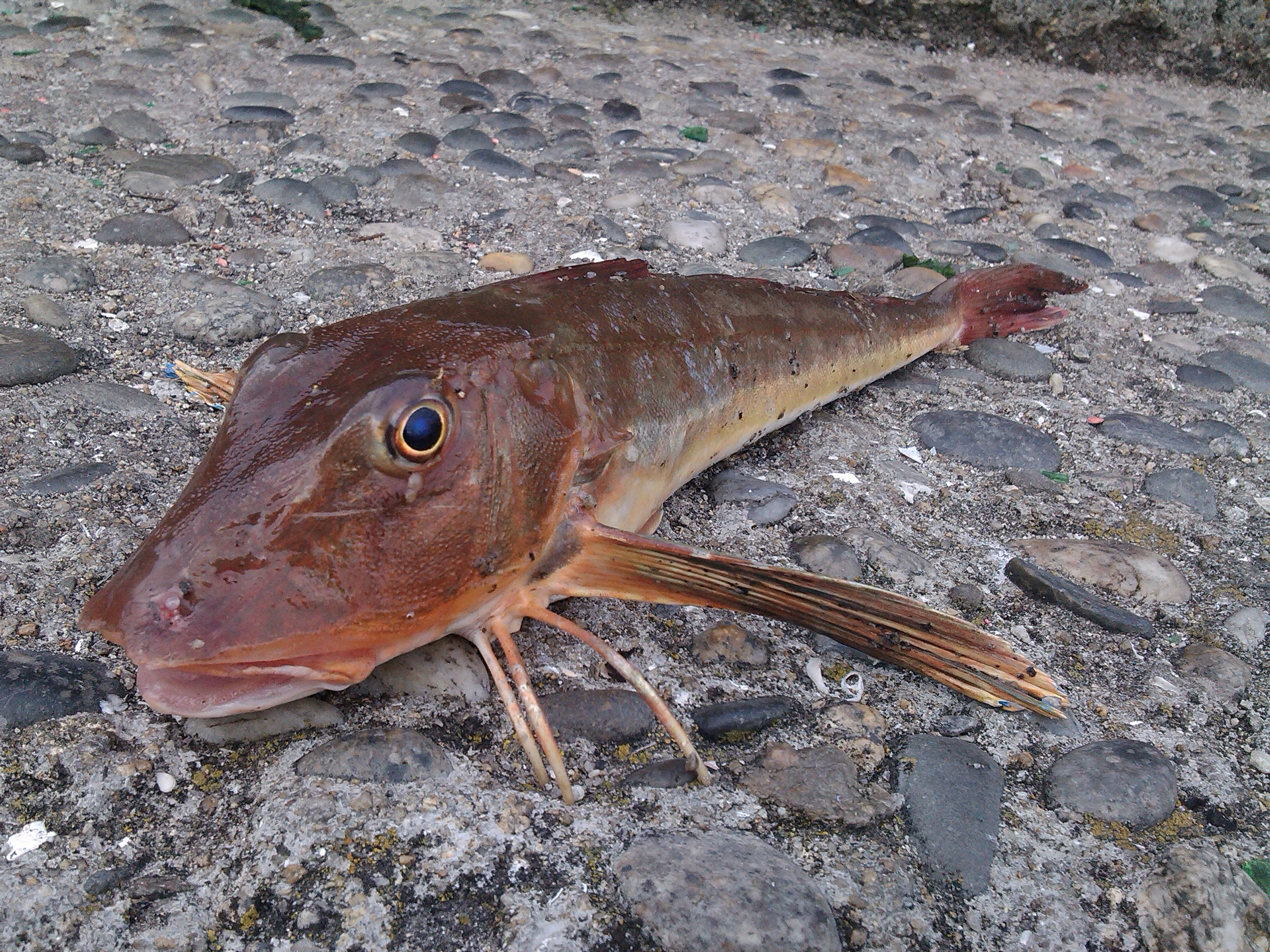
Chelidonichthys cuculus.
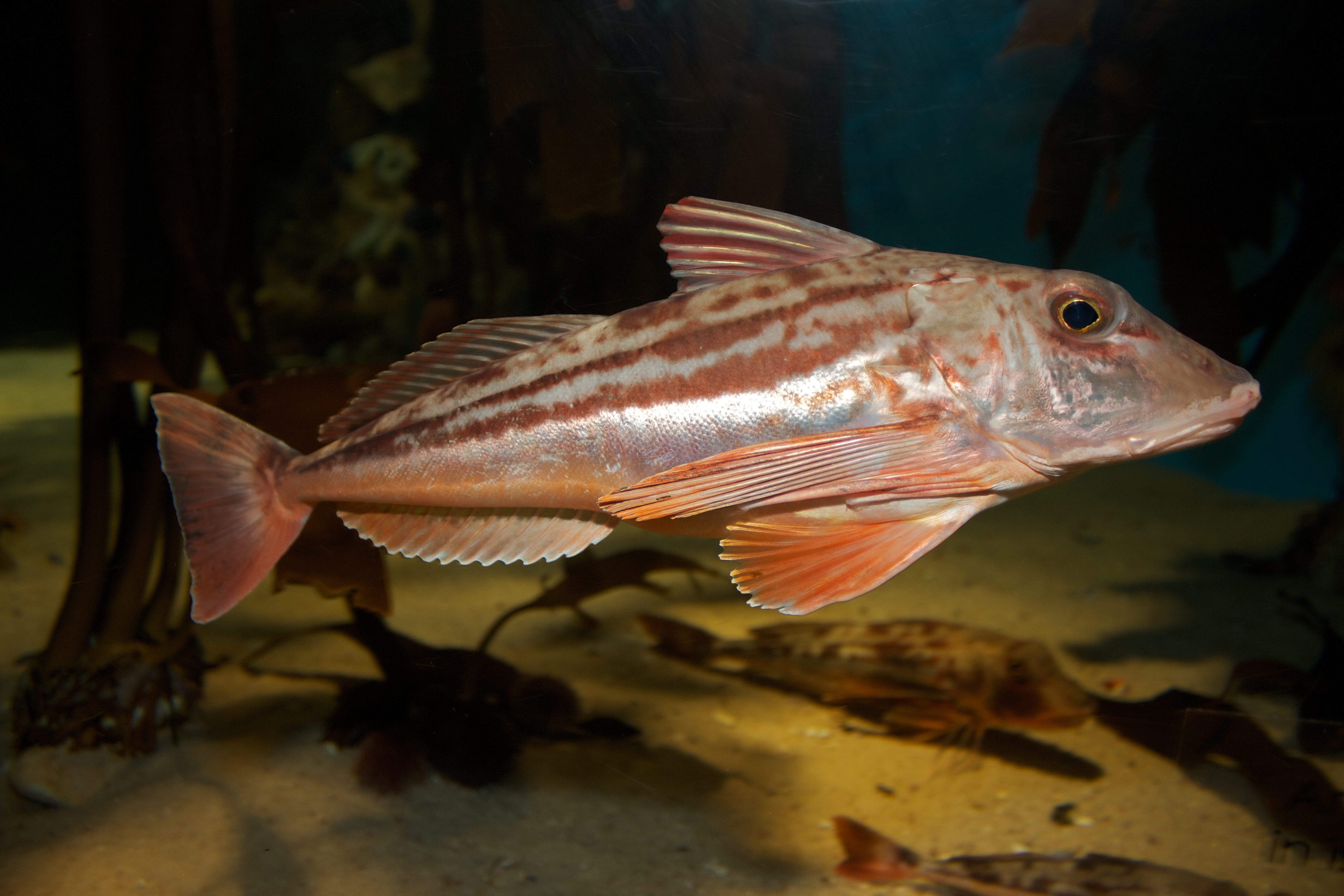
Chelidonichthys kumu.
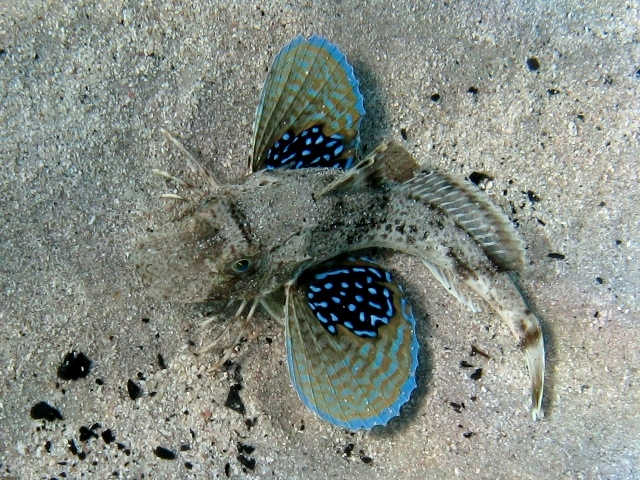
Chelidonichthys lucerna.
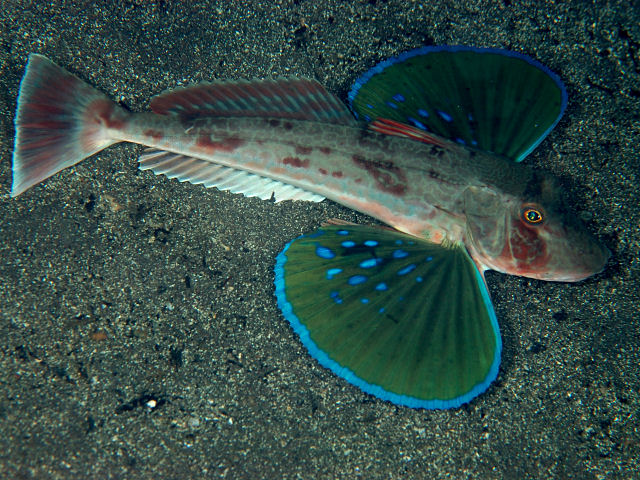
Chelidonichthys spinosus.